# Église Sainte-Eugénie de Varzy
L'église Sainte-Eugénie de Varzy est une église fondée au Ve siècle à Varzy, dans l'actuel département français de la Nièvre en région Bourgogne-Franche-Comté.
Citée comme « la plus ancienne de toutes (dans le diocèse) hormis celle de Notre-Dame-de-la-Cité » à Auxerre, elle est détruite au temps de la Révolution.

## Situation

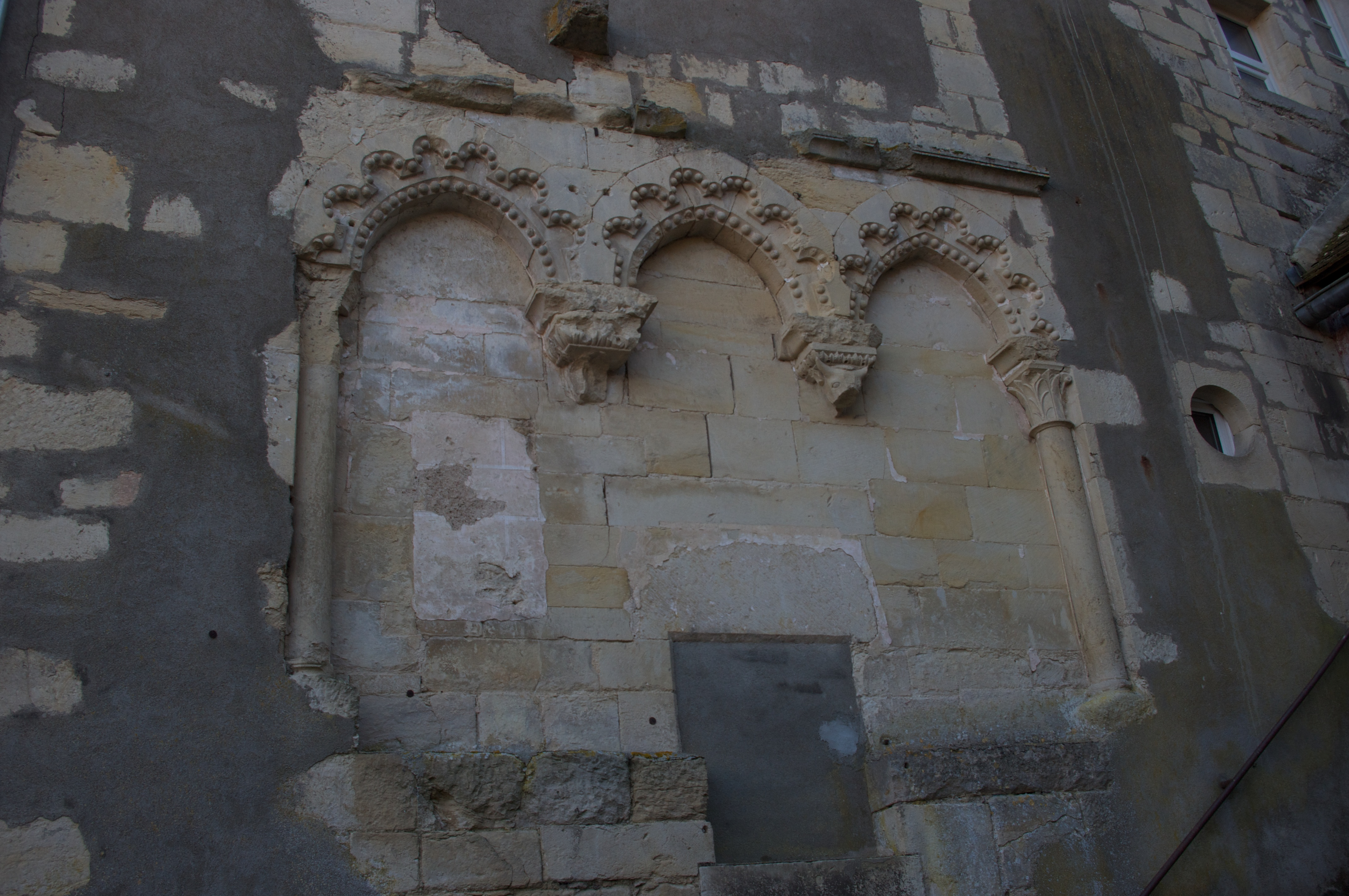
Vestiges de l'église Sainte-Eugénie

L'église collégiale se trouvait dans le nord de la Nièvre à Varzy, en rive droite du ruisseau de Cœurs et en bord de rive côté sud-ouest de la mare aux lavoirs. Les bâtiments existants qui ont réutilisé certains murs de l'église, sont bordés au sud par la place de la Fontaine Sainte-Eugénie (prolongement en rive gauche de la rue du même nom en rive droite vers le centre-ville). 
La « fontaine Sainte-Eugénie » est le nom donné depuis le Xe siècle aux deux sources qui alimentent la mare aux lavoirs. Passé l'église, le ruisseau de Cœurs prend le nom de Sainte-Eugénie.
Le château de Varzy est à quelque 80 mètres au sud de la collégiale.

## Histoire

### Haut Moyen Âge
La première église Sainte-Eugénie, dédiée à sainte Eugénie de Rome († IIIe s.), date du Ve siècle,. Le flot de pèlerins y est important dès avant le temps de Gaudry,, évêque d'Auxerre (918-933).
Sous le pontificat de Jean X (914–928), l'évêque Gaudry effectue un voyage à Rome où le pape lui offre des reliques de saint Laurent et sainte Eugénie d'Alexandrie. Ce voyage date probablement du début de l'année 923 car ces reliques sont solennellement déposées dans la cathédrale Saint-Étienne le 8 mai 923. Gaudry les répartit ensuite entre la cathédrale, l'abbatiale de Saint-Germain et l'église Sainte-Eugénie de Varzy qui a la plus grosse part — due à l'affection de cet évêque pour les religieux de Varzy. 

L'église menaçant ruine, Gaudry la fait entièrement rebâtir jusqu'aux fondations, l'enrichit de vitraux et de plafonds peints et y ajoute quelques autels pourvus de reliques, des livres, ornements, du linge et des cloches. Il fait aussi construire proche de l'église un logement pour ses successeurs, à l'emplacement du futur château de Varzy. Enfin, il trouve deux autres églises tombant en ruines : Saint-Pierre et Saint-Saturnin, et les fait entièrement réparer toutes deux.

### Bas Moyen Âge
Hugues de Châlon, évêque d'Auxerre (999-1030), trouve l'église de nouveau quelque peu délabrée. Il la remet en état (murs blanchis, plafonds et vitrages réparés, fourniture d'étoffes pour couvrir le bas des murs, dons d'ornements et de livres), et fonde le chapitre de Varzy avec dix chanoines à qui il attribue des ressources pour leur subsistance.
Trois ans de vacance du siège épiscopal de 1084 à 1087 après la mort de Robert de Nevers, amènent un certain désordre dans les affaires de l'évêché. Nombre de laïcs prétendent à des droits sur les églises (offrandes, droits de sépulture, voire l'église entière). Le vénérable Humbaud, 51e évêque d'Auxerre (1087-1114), doit récupérer des mains des laïcs les oblations de la Pentecôte, Noël et du jour de fête de la sainte (il reprend aussi Saint-Pierre des laïcs).
Le vénérable Alain de Larrivour (év. 1152-1167) est particulièrement généreux avec les religieux de Varzy, si bien que ceux-ci incluent dans leur obituaire l'anniversaire de décès des deux parents de cet évêque. 

Après avoir eu dès le début de son épiscopat (1152) des difficultés avec le comte d'Auxerre Guillaume III qui refuse pendant quatre ans de lui faire son hommage, Alain de Larrivour rencontre aussi des difficultés avec le fils de Guillaume III : Guillaume IV, en guerre contre le comte de Joigny et le comte de Sancerre, prend Varzy pour favoriser son entreprise belliqueuse et les terres en sont ravagées, tant celles des religieux que celles des laïcs. Le jugement du roi pour la restitution par Guillaume IV de Varzy à l'évêché est daté de 1164. Entre ces deux affaires avec le père puis avec le fils, Alain doit protéger les biens de son évêché contre d'autres seigneurs locaux de moindre rang, inspirés par la rébellion de leurs seigneurs. Le seigneur de Saint-Vérain s'empare de Varzy, rançonne les habitants et garde la ville pendant sept ans. Par chance le pape Alexandre III (1159-1181), en conflit avec Barberousse, est réfugié à l'abbaye Sainte-Colombe près de Sens. Alain profite d'une visite de Louis VII à Alexandre III pour présenter sa plainte aux deux personnages en même temps. Le pape charge Hugues de Toucy, archevêque de Sens, de régler cette affaire. Il ne faut pas moins de trois convocations du comte devant l'archevêque, les talents de persuasion de Geoffroy évêque de Langres et ceux des abbés de Saint-Germain d'Auxerre et de Pontigny, pour qu'en 1157 Guillaume III enfin, et les gentilshommes de moindre rang à sa suite, fassent leur hommage à l'évêque.
En 1175, sous l'épiscopat de Guillaume de Toucy (év. 1167-1181), le trésorier de la collégiale est Pierre.
En 1202, Hugues de Noyers (év. 1183-1206) fait don de la cure de Saint-Pierre au chapitre de Sainte-Eugénie de Varzy en même temps qu'il y augmente le nombre de prébendes et . En 1215 Guillaume de Seignelay (év. 1207-1220) donne au chapitre le droit à 1/20e du vin produit sur Varzy.
En 1280, Guillaume de Grez (év. 1278-1295) dédie l'église Saint-Pierre de Varzy. En 1286 il revient à Varzy et confirme aux chanoines de Sainte-Eugénie le don de la cure de l'église Saint-Pierre fait par Hugues de Noyers en 1202 .
L'église est encore restaurée début XVe siècle. Séjournant volontiers à Varzy, Laurent Pinon (év. 1433-1449) la dédie de nouveau en novembre ou décembre 1438, le premier dimanche de l'Avent. Jean Baillet (év. 1477-1513) lui fait plusieurs dons, y compris une portion du crâne de saint Cot (compagnon de saint Prix, tous deux martyrs au IIIe siècle).

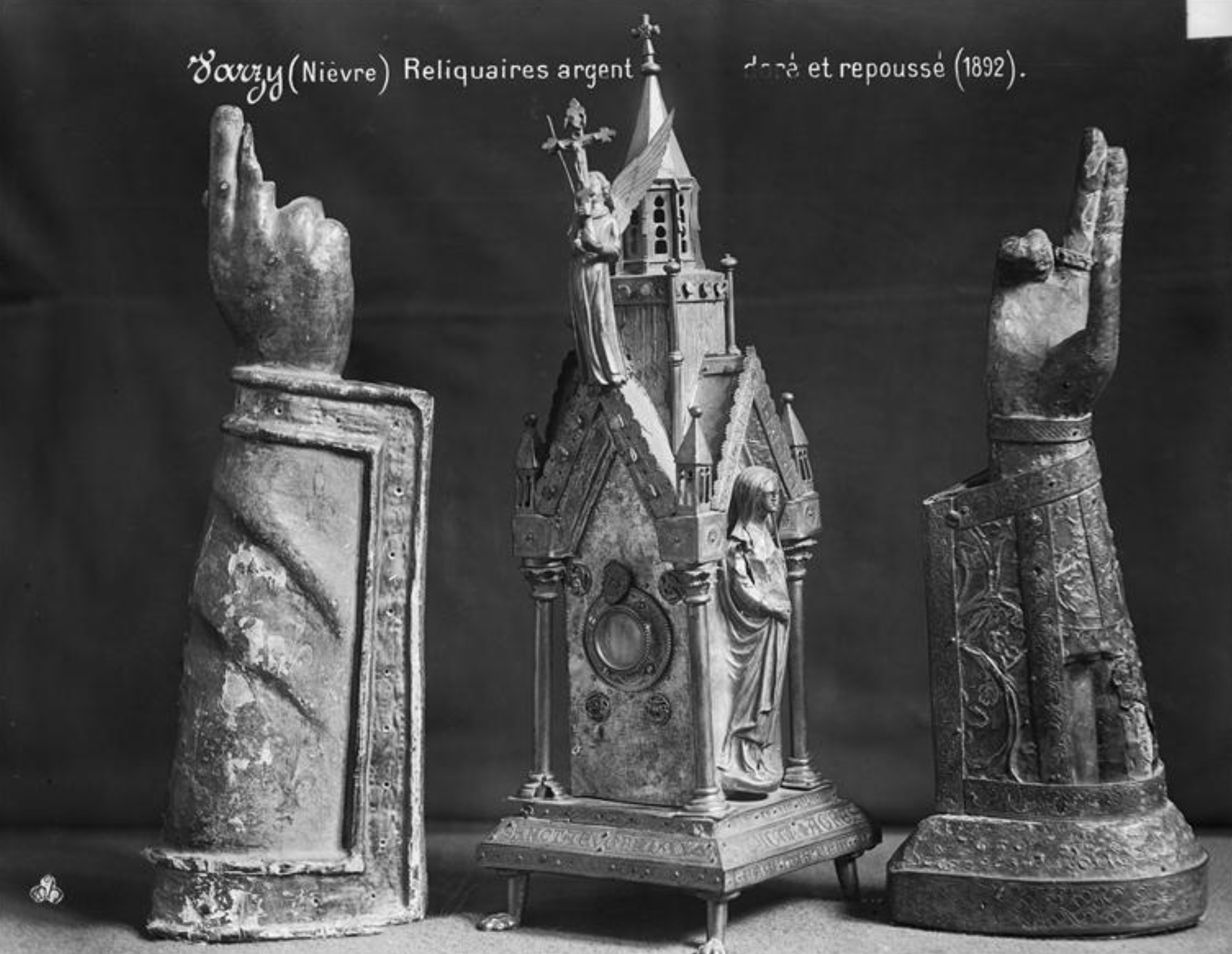
Reliquaire de Sainte Eugénie (au centre, ici flanqué de deux bras-reliquaires en argent doré et repoussé). Église de Varzy, photographie de Séraphin-Médéric Mieusement (1892).

### Temps modernes
François II de Dinteville (év. 1530-1554) enrichit Sainte-Eugénie de plusieurs riches ornements. En 1537, il fait construire les orgues, ainsi que le grand autel avec ses accompagnements et la voûte qui le surplombe. François est représenté parmi les personnages secondaires du retable derrière le maître-autel, un triptyque peint à son époque par Bartholomeus Pons (dit « Maître de Dinteville »), et qui illustre la légende de sainte Eugénie.
Le 3 juin 1642, Pierre de Broc (100e év., 1640-1671), prélève un os de saint Renobert, évêque de Bayeux, de la châsse conservée à l'église Sainte-Eugénie.
À l'époque de la Révolution, l'église est endommagée et désaffectée. L'église Saint-Pierre de Varzy récupère les reliques et trésors de Sainte-Eugénie. Volés en 2002, trésor et reliques sont retrouvés et mis dans un petit local sécurisé par de solides barreaux aux fenêtres.

## Sépultures
- Pierre de Longueil, mort le 16 février 1474 au château de Varzy et inhumé le 17 (février) à Sainte-Eugénie. Sa sépulture est translatée plus tard à Auxerre[21],[n 4].